# Elezioni presidenziali in Corea del Sud del 1963
Le elezioni presidenziali in Corea del Sud del 1963 si tennero il 15 ottobre. Furono le prime elezioni dal colpo di Stato di maggio e le prime della Terza Repubblica. Il vincitore fu Park Chung-hee, che era già stato a capo del governo militare del Consiglio supremo per la ricostruzione nazionale ed aveva fondato il Partito Repubblicano Democratico. Egli ottenne il 46,6% dei voti assicurandosi una transizione verso il governo civile. L'affluenza fu dell'85,0%.

## Contesto
Il Colpo di Stato militare del 16 maggio 1961, guidato dal maggiore generale Park Chung-hee aveva posto fine alla seconda repubblica. Park era membro di un gruppo di capi militari che auspicavano una depoliticizzazione dell'esercito. Insoddisfatti delle purghe intraprese dalla seconda repubblica e convinti che quello stato di disorientamento sarebbe sfociato nel comunismo, essi avevano preso la faccenda nelle loro mani, promettendo di restituire il governo ad un sistema democratico non appena possibile. Il 2 dicembre 1962 si era tenuto un referendum, che era stato approvato presumibilmente con una maggioranza del 78%. I capi avevano promesso che non si sarebbero candidati nelle prossime elezioni, ma in realtà Park non mantenne la promessa. La nuova Costituzione si ispirava a quella della Prima Repubblica e pose fine al sistema parlamentare bicamerale, segnando un ritorno al presidenzialismo. Il Parlamento tornava a chiamarsi Assemblea Nazionale, ed era eletto con un sistema maggioritario. Il Presidente, invece, era eletto direttamente dal popolo.

## Risultati
| Candidati            | Partiti                          | Voti       | %    |
| -------------------- | -------------------------------- | ---------- | ---- |
| Park Chung-hee       | Partito Repubblicano Democratico | 4.702.640  | 46,6 |
| Yun Bo-seon          | Partito dei Diritti Civili       | 4.546.614  | 45,1 |
| Oh Chaeo-yong        | Indipendente                     | 408.664    | 4,1  |
| Pyon Yong-tae        | Partito dei Cittadini            | 224.442    | 2,2  |
| Ching I-sok          | Partito per un Nuovo Sviluppo    | 198.837    | 2,0  |
| Schede bianche/nulle | Schede bianche/nulle             | 954.977    |      |
| Totale               | Totale                           | 11.036.175 | 100  |
| Fonte: Nohlen et al  |                                  |            |      |

### Per provincia
| Provincia o città | Park Chung Hee | Park Chung Hee | Yun Bo-seon | Yun Bo-seon | Oh Jae-young | Oh Jae-young | Byun Young-tae | Byun Young-tae | Jang I-seok | Jang I-seok | Totale    | Totale |
| Provincia o città | Voti           | %              | Voti        | %           | Voti         | %            | Voti           | %              | Voti        | %           | Totale    | Totale |
| ----------------- | -------------- | -------------- | ----------- | ----------- | ------------ | ------------ | -------------- | -------------- | ----------- | ----------- | --------- | ------ |
| Seul              | 371.627        | (30,1%)        | 802.052     | (65,1%)     | 20.634       | (1,6%)       | 26.728         | (2,2%)         | 10.537      | (0,9%)      | 1.231.578 |        |
| Gyeonggi          | 384.764        | (33,1%)        | 661.984     | (56,9%)     | 54.770       | (4,7%)       | 34.775         | (3,0%)         | 27.554      | (2,4%)      | 1.163.847 |        |
| Gangweon          | 296.711        | (40,0%)        | 368.092     | (49,1%)     | 35.568       | (4,7%)       | 24.924         | (3,3%)         | 24.528      | (3,3%)      | 749.823   |        |
| Chungnam          | 405.077        | (40,8%)        | 490.663     | (49,4%)     | 47.364       | (4,8%)       | 26.639         | (2,7%)         | 23.359      | (2,4%)      | 993.102   |        |
| Chungbuk          | 202.789        | (39,8%)        | 249.397     | (48,9%)     | 26.911       | (5,3%)       | 15.699         | (3,1%)         | 14.971      | (2,9%)      | 509.767   |        |
| Jeonnam           | 765.712        | (57,2%)        | 480.800     | (35,9%)     | 51.714       | (3,9%)       | 17.312         | (1,3%)         | 22.604      | (1,7%)      | 1.338.142 |        |
| Jeonbuk           | 408.556        | (49,4%)        | 343.171     | (41,5%)     | 27.906       | (3,4%)       | 18.617         | (2,3%)         | 18.223      | (2,2%)      | 826.473   |        |
| Pusan             | 242.779        | (48,2%)        | 239.038     | (47,5%)     | 11.214       | (2,2%)       | 7.106          | (1,4%)         | 3.419       | (0,7%)      | 503.601   |        |
| Gyeongnam         | 706.079        | (61,7%)        | 341.971     | (29,9%)     | 60.645       | (5,3%)       | 19.323         | (1,7%)         | 26.014      | (2,3%)      | 1.144.032 |        |
| Gyeongbuk         | 837.124        | (55,6%)        | 543.392     | (36,1%)     | 58.079       | (3,9%)       | 31.113         | (2,1%)         | 34.622      | (2,3%)      | 1.504.330 |        |
| Jeju              | 81.422         | (70,0%)        | 26.009      | (22,3%)     | 3.859        | (3,3%)       | 2.207          | (1,9%)         | 3.006       | (2,6%)      | 116.503   |        |

## Conseguenze
Con la lieve vittoria di Park Chung-hee alle elezioni presidenziali, risultato poi confermato dalle elezioni parlamentari a novembre, nacque ufficialmente la Terza Repubblica.

### Economia
A Park è attribuito un ruolo fondamentale nello sviluppo dell'economia del paese basata sull'industrializzazione orientata all'esportazione. Quando prese il potere nel 1961, il reddito pro capite in Corea del Sud era di soli 72 dollari.
Fino alla metà degli anni '60 la Corea del Nord vantava un'economia molto più sviluppata rispetto al sud perché con la divisione del paese aveva ereditato stabilimenti di alta industrializzazione, come le centrali elettriche e chimiche. Inoltre riceveva aiuto economico, tecnico e finanziario dai paesi del blocco comunista come Unione Sovietica, Germania dell'est e Cina.
Negli anni '40, quando Park aveva svolto il servizio di ufficiale nell'esercito imperiale del Manchukuo, aveva assistito alle scelte di programmazione economica intraprese dai giapponesi nei territori occupati, rivolte principalmente all'investimento in infrastrutture e industria pesante. A poche settimane dal colpo di stato da lui diretto il 16 maggio del 1961, messe a punto un piano quinquennale di interventi per lo sviluppo economico che prevedeva per la sua realizzazione l'infusione di grandi capitali esteri. Ottenne tecnologia e prestiti favorevoli normalizzando i rapporti diplomatici con il Giappone nel 1965. L'aiuto degli Stati Uniti gli permise di avviare lo sviluppo dell'industria pesante e delle infrastrutture. Uno dei primi progetti del regime fu l'autostrada Seul-Pusan.
L'industria sudcoreana vide notevoli sviluppi sotto la guida di Park. Il governo e le aziende cooperarono per aumentare le esportazioni della Corea del Sud, contribuendo alla crescita di alcune imprese sul modello dei chaebol (재벌), enormi conglomerati finanziari a controllo familiare. Per contrastare il divario tra l'economia urbana e quella rurale, il presidente Park avviò una politica di ammodernamento delle campagne, conosciuta come movimento del Saemaŭl (새마을운동).
Park creò anche agenzie per lo sviluppo economico: Consiglio di pianificazione economica (Economic Planning Board) Ministero dell'industria e del commercio (Ministry of Trade and Industry) Ministero delle finanze (Ministry of Finance).

### Politica estera
Nel corso del 1964, Park avviò il processo di normalizzazione dei rapporti con il Giappone, provocando manifestazioni di protesta a Seul, a cui rispose imponendo la legge marziale fino al ristabilimento della normalità. Il trattato con il Giappone sottoscritto nel giugno 1965 prevedeva la stipula di prestiti agevolati da parte del Giappone e l'aumento degli scambi commerciali e degli investimenti tra i due paesi: gli aiuti economici ammontarono a 800 milioni di dollari.
Nel luglio 1966 la Corea del Sud e gli Stati Uniti, sulla base del Trattato di Mutua Difesa sottoscritto nel 1953, firmarono un Accordo sullo status delle forze armate degli USA nella Repubblica di Corea (Hangul : 주한 미군 지위 협정 ; Hanja : 駐韓美軍地位協定 , SOFA), ritenuto da alcuni l'affermazione di un più equo rapporto fra i due partner, da altri valutato come ingiustamente favorevole per gli Stati Uniti.

#### Guerra del Vietnam
Durante la sua visita di Stato presso la Casa Bianca nel novembre 1961, pochi mesi dopo il colpo di stato militare, Park aveva stupito l'amministrazione Kennedy avanzando un'offerta non richiesta: schierare truppe da combattimento coreano in Vietnam a sostegno degli interessi americani in cambio di un aumento degli aiuti economici alla Corea per l'anno successivo. In quell'occasione aveva ricevuto una tiepida risposta, ma nel novembre 1963, dopo la morte del dittatore vietnamita Ngô Đình Diệm e del Presidente Kennedy, l'amministrazione Johnson fu molto più solerte nell'accettare la proposta.
Tra il 1964 e il 1973, Park inviò 326.000 soldati e 100.000 civili a combattere a fianco degli USA della Guerra del Vietnam, un impegno militare secondo solo a quello degli Stati Uniti.
Tale scelta venne motivata con la volontà di rafforzare l'alleanza militare con gli americani, di impedire l'ulteriore diffusione del comunismo nell'Asia orientale e di migliorare la posizione del paese all'interno del contesto internazionale.
Nel gennaio 1965 Park annunciò che era giunta l'ora per la Corea del Sud di uscire da un ruolo passivo di richiesta di aiuti o di assoggettamento alle azioni intentate da altri, e di "assumere un ruolo attivo di responsabilità sulle principali questioni internazionali".  L'intervento militare della Corea del Sud nella guerra del Vietnam fu ampiamente finanziato dagli Stati Uniti, che si fecero carico del pagamento degli stipendi dei militari coreani, inviando le provvigioni direttamente al governo sudcoreano. In cambio dell'impegno di truppe, la Corea ricevette inoltre decine di miliardi di dollari in sovvenzioni, prestiti, trasferimenti di tecnologia e trattamenti di favore nei mercati commerciali, tutti forniti dalle amministrazioni dei presidenti Lyndon B. Johnson e Richard Nixon.

#### Corea del Nord
Park supervisionò le transazioni tra le due Coree, dal conflitto al consolidamento. A partire dall'ottobre 1964, la Corea del Nord aumentò l'attività di spionaggio e di propaganda al Sud. Più di 30 soldati e almeno 10 civili sudcoreani furono uccisi in scontri con infiltrati nordcoreani. Nell'ottobre 1966, Park ordinò all'esercito di organizzare un attacco di rappresaglia senza cercare l'approvazione del generale Charles Bonesteel, comandante delle forze armate americane di stanza in Sud Corea. Questa azione provocò delle tensioni tra il governo di Park e l'autorità americana, che desiderava evitare violazioni dell'armistizio.
Tra il 1966 e il 1969 si intensificarono gli scontri sulla zona demilitarizzata tra le due Coree. Gli scontri armati di basso livello avvenuti in questo periodo tra Corea del Nord, Corea del Sud e Stati Uniti, conosciuti anche come Seconda Guerra di Corea, rispondevano all'obbiettivo del leader nordcoreano Kim Il-sung di indebolire il governo di Park, il cui esercito era in parte impegnato nella guerra del Vietnam, con azioni dirette contro le truppe americane. Una riconsiderazione americana del proprio impegno a fianco della Corea del Sud avrebbe permesso alla Corea del Nord di ottenere maggiori risultati, specie nel caso di avvio di un'insurrezione lungo i suoi confini.